# Otiorhynchus rugifrons
Otiorhynchus rugifrons — вид долгоносиков-скосарей из подсемейства Entiminae.

## Распространение
Обитают в Европе, в том числе Северной (например, в Исландии), России, Гренландии. Проникли в Северную Америку.

## Описание
Жук длиной 5-6,5 мм. Имеет чёрную окраску, почти матовый. Головотрубка короткая и широкая, не длиннее или чуть длиннее своей ширины на вершине. Спинка головотрубки в продольных морщинках. Бёдра очень мелким зубцом.